# Bloqueo (fútbol americano)
En el fútbol americano, un bloqueo es un movimiento legal, el cual ocurre cuando un jugador obstruye el camino de otro con su cuerpo. 
El propósito del bloqueo es prevenir que jugadores defensivos tackleen al portador del balón; o para proteger al quarterback al intentar pasar el balón o al entregar el balón en el backfield a otros backs (corredores); o cuando el quarterback intenta correr con el balón el mismo. Los linieros ofensivos y los fullbacks tienden a hacer estos bloqueos. Como regla general, el bloqueo es un empujón; no está permitido sujetar a alguien o tratar de jalarlo, de lo contrario se marcará una falta conocida como holding (sujetando o agarrando). Un bloqueo tampoco es permitido más allá de cinco yardas de la línea de scrimmage hasta que el quarterback le haya entregado el balón a un corredor, o un receptor haya tocado el balón.  

## Galería

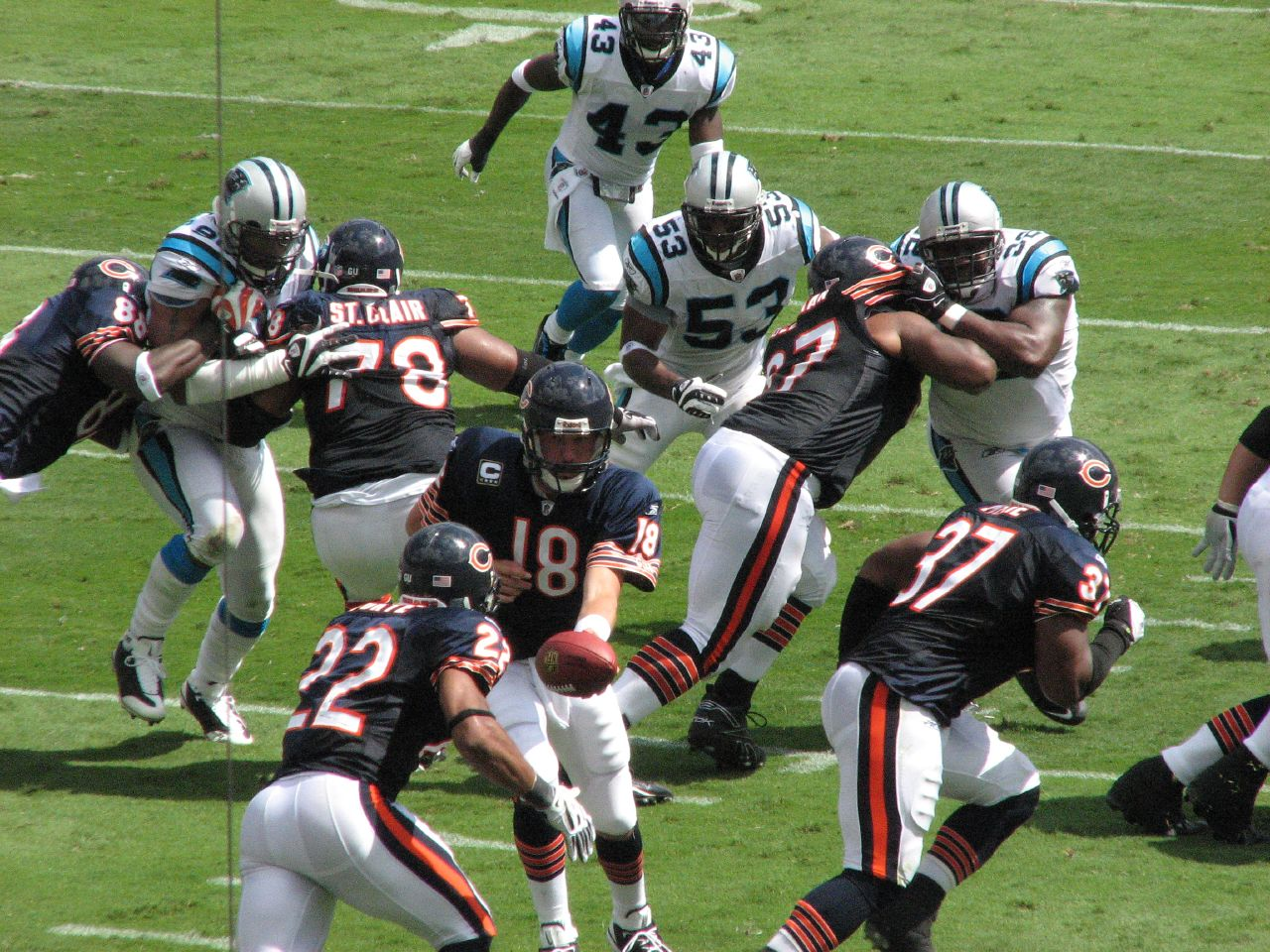
Linieros ofensivos de los Chicago Bears haciendo labores de bloqueo sobre los linieros defensivos de los Carolina Panthers.
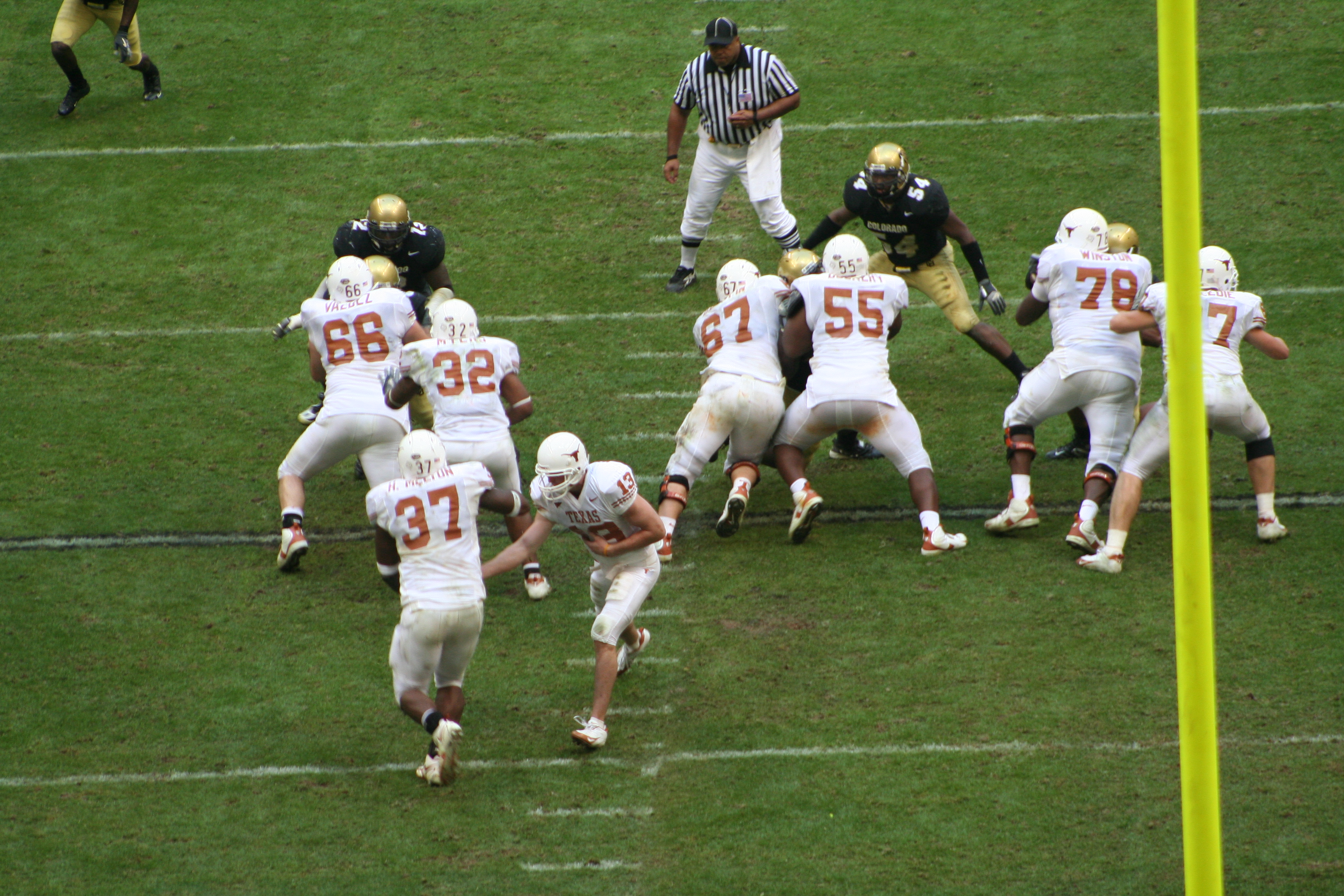
Linieros ofensivos de Texas bloqueando a los linieros defensivos de Colorado en un engaño de pase.
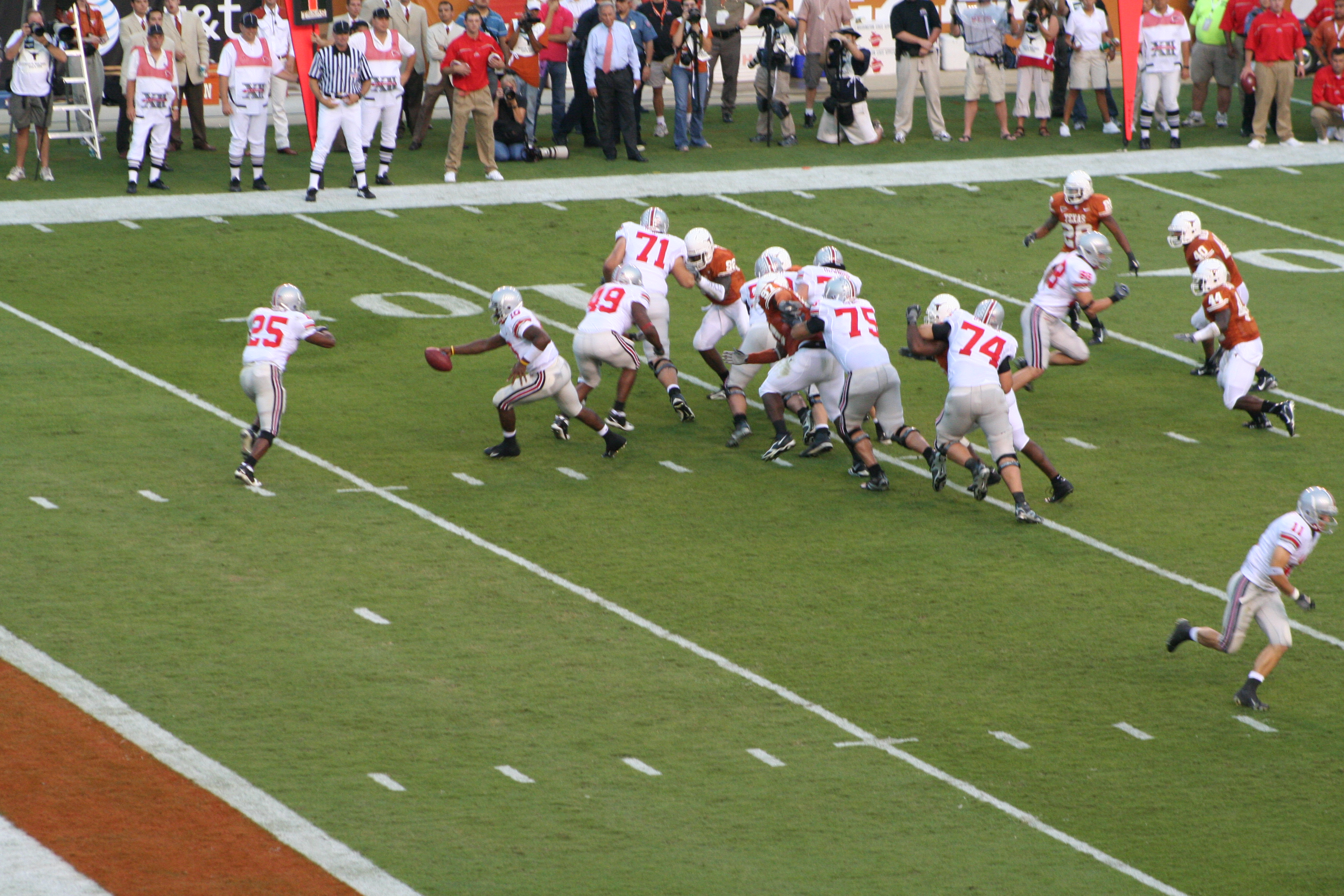
Otra foto de los jugadores ofensivos de Texas, en esta ocasión bloqueando a los defensivos de Ohio State.
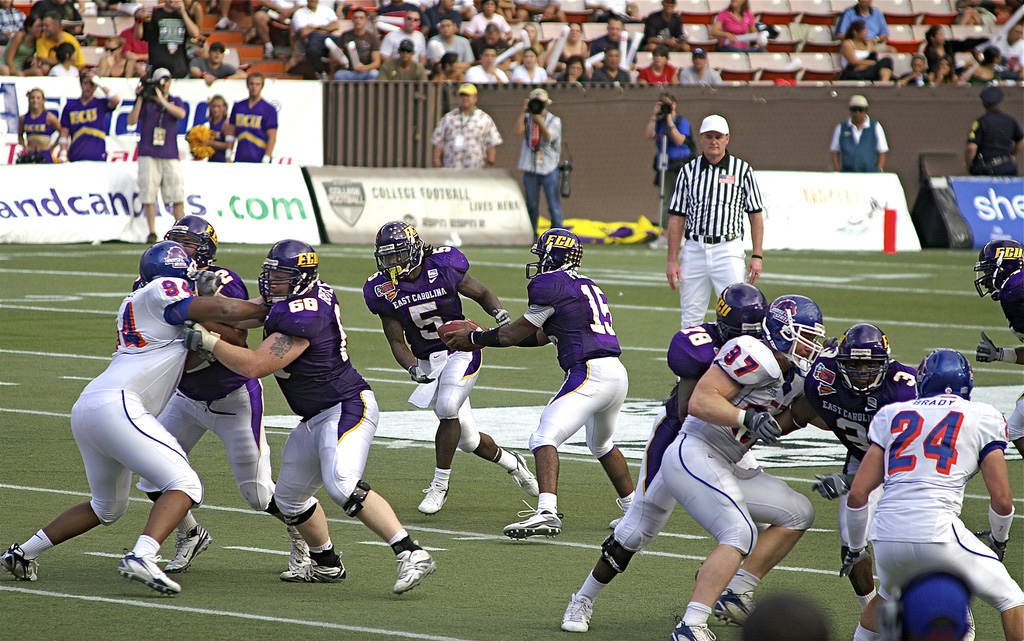
Los jugadores ofensivos de East Carolina bloqueando a los defensivos de Boise State.
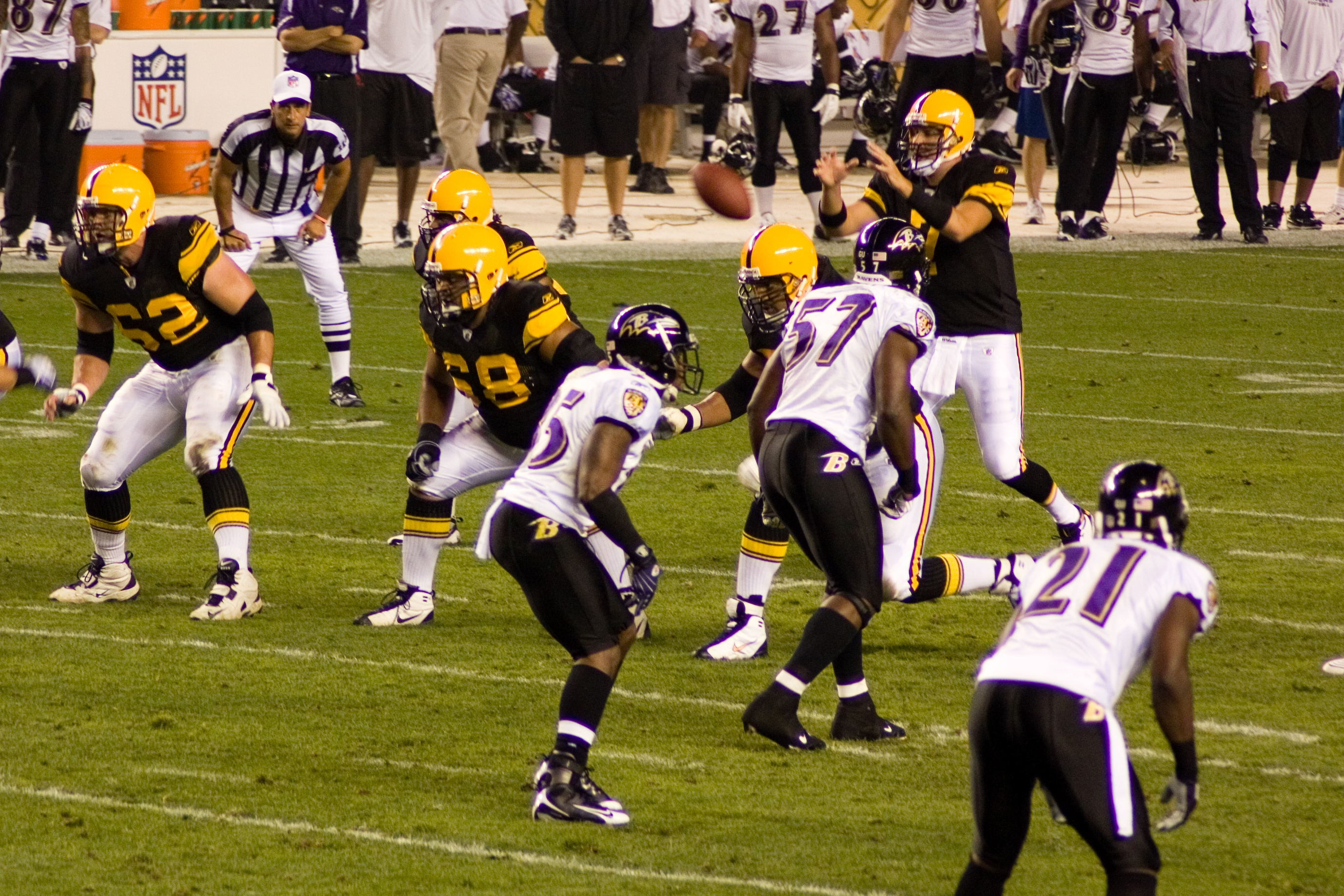
Los Pittsburgh Steelers alineados para bloquear a los defensivos de los Baltimore Ravens en una jugada por pase.